# Hjältetenor
Hjältetenor är ett populärt samlingsnamn på den typ av tenorröst som lämpar sig särskilt väl för Wagneroperornas hjälteroller. 
Tannhäuser, Lohengrin, Tristan, Siegmund, Siegfrid och Parsifal räknas som de största rollerna, och kännetecknas av en förhållandevis låg tessitura, långa dramatiska scener, furiösa utbrott samt stora känslosamma partier.
Hjältetenorens röst är minst lika beroende av sin uthållighet och styrka i rösten som av skönheten i klangen, till skillnad från den italienska tenoren där välljud är det absolut viktigaste. Inte så få hjältetenorer har börjat sin operabana som baryton.
Till de största hjältetenorerna räknas Lauritz Melchior, Set Svanholm, Jon Vickers, Wolfgang Windgassen, Ramón Vinay, Ben Heppner och Plácido Domingo. Bland sentida svenska hjältetenorer märks Helge Brilioth, Matti Kastu, Gösta Winbergh, Lars Cleveman och Michael Weinius.